# Takahira Kogorō
Takahira Kogorō est un nom japonais traditionnel ; le nom de famille (ou le nom d'école), Takahira, précède donc le prénom (ou le nom d'artiste).
Le baron Takahira Kogorō (高平 小五郎, Takahira Kogorō) (29 janvier 1854 - 28 novembre 1926) est un diplomate japonais qui fut ambassadeur aux États-Unis et en Italie.

## Biographie
Originaire d'Ichinoseki dans l'actuelle préfecture d'Iwate, Takahira est issu d'une famille modeste et est diplômé de la Kaisei Gakkō (l'ancêtre de l'université impériale de Tokyo).
En 1876, il entre au ministère des Affaires étrangères. Sa première affectation aux États-Unis en 1879 se fait en qualité d'attaché, et il est promu secrétaire en 1881. Lors de son retour en Asie, il sert brièvement comme chargé d'affaires en Corée, et consul-général à Shanghai en Chine. En 1887, il retourne aux États-Unis en tant que consul général à New York. Il est ensuite affecté en Europe en tant que ministre-résident aux Pays-Bas et au Danemark, et ministre plénipotentiaire à Rome, Vienne et Berne, puis retourne à Washington, D.C. en 1901 où il est ambassadeur du Japon jusqu'en 1906.

Négociations du traité de Portsmouth en 1905. De gauche à droite : les Russes de l'autre côté de la table sont Korostovetz, Navohoff, Witte, Rosen et Plancoff. Et les Japonais au premier-plan sont Adachi, Ochiai, Komura, Takahira et Satō. La grande table de conférence est aujourd'hui exposée au Musée Meiji Mura d'Inuyama au Japon.

Takahira participe à un certain nombre de négociations importantes entre le Japon et les États-Unis et est l'un des dirigeants de la délégation japonaise négociant avec les Russes pour conclure le traité de Portsmouth, qui met fin à la guerre russo-japonaise.
En 1907, Takahira est nommé ambassadeur à Rome puis le ministère des Affaires étrangères le rappelle à Washington, D.C. comme ambassadeur en 1908-1909.
En tant que négociateur principal pour le Japon, il a laissé son nom à l'accord Root-Takahira de 1908, qui vise à apaiser les tensions nippo-américaines en définissant le rôle de chaque nation dans le Pacifique et en Chine.
Takahira est plus tard élevé au rang de danshaku (baron) selon le système de pairie kazoku, et est nommé à la Chambre des pairs, puis siège au Conseil privé. En 1926, il meurt dans sa résidence de l'arrondissement de Meguro à Tokyo.
- Beasley, W.G. Japanese Imperialism 1894-1945. Oxford: Oxford University Press.  (ISBN 0-19-822168-1)
- Davis, Richard Harding, and Alfred Thayer Mahan. (1905). The Russo-Japanese war; a photographic and descriptive review of the great conflict in the Far East, gathered from the reports, records, cable despatches, photographs, etc., etc., of Collier's war correspondents  New York: P. F. Collier & Son. (OCLC 21581015)
- Keene, Donald. (2002). Emperor Of Japan: Meiji And His World, 1852-1912. New York: Columbia University Press.  (ISBN 978-0-231-12340-2) (cloth) --  (ISBN 0-231-12341-8)
- Korostovetz, J.J. (1920). Pre-War Diplomacy The Russo-Japanese Problem. London: British Periodicals Limited.
- MacMurray, John Van Antwerp. (1921). Treaties and Agreements with and Concerning China, 1894-1919 : A Collection. Oxford: Oxford University Press.
- Morris, Edmund. 92002). Theodore Rex. Modern Library; Reprint edition.  (ISBN 0-8129-6600-7)